# Mattoon (Illinois)
Mattoon – miasto w Stanach Zjednoczonych, w stanie Illinois, w hrabstwie Coles.